# Franklin Clarenc Mars
Franklin Clarence Mars (24. září 1883 – 8. dubna 1934), známý jako Frank C. Mars, byl americký obchodní magnát, který založil roku 1920 potravinářskou společnost Mars vyrábějící převážně čokoládové tyčinky. Marsův syn Forrest Edward Mars vyvinul čokoládové dražé M&M‘s a tyčinky Mars.

## Rodina
Frank Mars se narodil v roce 1883 v Minnesotě. Dělat ručně čokoládové bonbóny se naučil od své matky Alvy, která ho tím bavila, když onemocněl svalovou obrnou. Ve věku 19 let začal prodávat melasové čipsy.
V roce 1902 si vzal učitelku Ethel G. Kissackovou (29. září 1882 – 11. dubna 1980). Jejich syn, Forrest Mars, se narodil v roce 1904 ve Wadeně v Minnesotě. Nakonec se však rozvedli a Mars si poté v roce 1910 vzal podnikatelku a majitelku dostihové stáje Ethel Veronicu Healyovou (1884 – 25. prosince 1945). S tou měl poté dceru Patricii Mars (1914–1965).

## Historie vzniku Mars, Incorporated
V roce 1911 založil v Tacomě ve Washingtonu se svou druhou manželkou továrnu na cukrovinky s názvem Mars Candy Factory. Tato továrna začala vyrábět a prodávat čerstvé cukrovinky ve velkém, ale nakonec podnik selhal, protože ve městě byl již lépe zavedený obchod Brown & Haley.
V roce 1920 se přestěhovali do Minneapolis v Minnesotě, kde Mars založil firmu Mar-O-Bar Co. a začal vyrábět čokoládové tyčinky. Z této firmy vznikla poté společnost Mars, Incorporated. V roce 1923 uvedl na trh nápad svého syna Forresta, tyčinku Milky Way, která se vzápětí stala nejprodávanější čokoládovou tyčinkou. Mars se v roce 1929 přestěhoval do Chicaga a usadil se v městské části River Forest. Stal se čestným kapitánem policejního oddělení v Oak Park v Illinois.
V roce 1930 Mars vyvinul další slavnou čokoládovou tyčinku Snickers.
Mars zemřel na srdeční potíže v roce 1934 ve věku 51 let, přičemž vlastnictví rodinného podniku přešlo na jeho syna Forresta. Marsova rodina se stala druhou nejbohatší rodinou světa a jejich majetek činil v roce 2019 126,5 miliardy dolarů.